# Ruta Nacional 259 (Argentina)
La Ruta Nacional 259 es una carretera argentina, que se encuentra en el noroeste de la provincia del Chubut. En su recorrido de 75 kilómetros une la Ruta Nacional 40 en las cercanías de la estación Nahuel Pan con el Paso internacional Río Futaleufú, a 200 m s. n. m., fue construida en 1954 en el marco del Segundo Plam Quinquenal. en el límite con Chile, cerca de Futaleufú. Entre la ruta 40 y Trevelín el camino está asfaltado. Si bien se avanzó en obras para terminar de asfaltar toda su extensión estos planes no fueron concretados. Años después estos planes para reasfaltar la ruta fueron retomados e incorporados en el presupuesto de Vialidad Nacional para el año 2021 siendo aprobado el inicio del plan de pavimentación de la ruta en el tramo Trevelin a límite con Chile, también fue anunciado la realización en forma conjunta con el país de Chile de un puesto fronterizo compartido por ambos países. Las obras se programaron para iniciarse a fines de 2021 pero esto nunca sucedió continuando gran parte de la ruta siendo de ripio.
Esta ruta se encuentra junto al parque nacional Los Alerces. La carretera continúa en Chile como Ruta CH-231.
El avance de las obras de asfaltado contaban para principios de 2021 con el tramo entre las Plumas y el kilómetro 234 finalizado.  Para 2022 se anunció el último tramo de las obras para asfaltar la totalidad de la ruta, pero esto nunca sucedió.

## Localidades
Las ciudades y pueblos por los que pasa esta ruta de noreste a sudoeste son las siguientes (los pueblos con menos de 5000 habitantes figuran en itálica).

### Provincia del Chubut
Recorrido: 75 km (kilómetro 0 a 75).
- Departamento Futaleufú: Esquel (km 9-13), Trevelín (km 35-37) y Los Cipreses (km 64).